# Boutenac-Touvent
Boutenac-Touvent är en kommun i departementet Charente-Maritime i regionen Nouvelle-Aquitaine i västra Frankrike. Kommunen ligger  i kantonen Cozes som ligger i arrondissementet Saintes. År 2022 hade Boutenac-Touvent 230 invånare.

## Befolkningsutveckling
Antalet invånare i kommunen Boutenac-Touvent
Referens:INSEE